# FRONT ZERO
『FRONT ZERO』（フロントゼロ）は、静岡第一テレビで2008年9月29日から放送されている静岡県内のローカルニュース番組である。
『NNN第一テレビニュース』の後継番組で、系列キー局の日本テレビが同時間帯のスポットニュース（『NNNニューススポット』）から撤退したことに伴い、新たな独自タイトルに改題しスタートした。

## 放送時間
金・土・日曜日 20:54 - 21:00、水曜 21:54 - 22:00（JST、2008年9月29日 - ）ただし枠最初の1分弱はCMを流し続ける為、実際にニュースを読み始めるのは20:55である
2022年3月まで火・水・木曜のみ終了となり。金・土・日曜のみとなる。2022年10月から水曜 21:54 - 22:00で水曜日の放送が再開。こちらは21:56 - 21:58の2分間でニュースに加えて天気予報も放送。エンドカードも表示。
日本テレビ・読売テレビ・中京テレビが制作したバラエティ番組の3時間スペシャルを放送する場合は放送をしない。

## 出演アナウンサー
- 秋元啓二
- 徳増ないる
- 永見佳織
- 伊藤薫平
- 臼井佑奈
- 垣内麻里亜
- 須藤駿介
- 松原大祐
- 澤井志帆

## その他
「ZERO」のロゴマークは『NEWS ZERO』の物と全く同じである。これは『news zero』内でのローカルニュースとする位置づけによる。2018年に『news zero』のタイトルロゴが小文字に変更されたと同時にタイトルロゴとOPとED（スポンサー表示があるのみ）を変更した。また、2016年11月までは明日の天気予報のループが左上に表示されていた（気象システム更新の為）。
テーマ曲は当初、2004年4月から2007年末まで「ABCケーブルニュース」で使われていた曲の内5秒だけを使用していたが、2021年現在は別のBGMに変更されている。
番組スタジオは『news every.しずおか（←NewsリアルタイムSHIZUOKA）』『NNNストレイトニュース（静岡ローカルパート）と共有である。
なお、日本テレビでは2011年7月から『FRONT ZERO』と同一時間帯に放送されるスポットニュース番組『ZERO MINUTE』(2017年3月2日終了)を開始している。この番組と同様に『news zero』の関連番組の位置づけがなされている。